# لي جين-هو
لي جين-هو (هانغل: 이진호) هو لاعب كرة قدم كوري جنوبي في مركز الهجوم، ولد في 3 سبتمبر 1984 في مدينة ألسان في كوريا الجنوبية. لعب مع أولسان هيونداي وبوهانغ ستيلرز وجيجو يونايتد وكييفو فيرونا ونادي غوانغجو.

## وصلات خارجية
- لي جين-هو على موقع دوري كوريا الجنوبية (الإنجليزية)
- لي جين-هو على موقع قاعدة بيانات كرة القدم.إي يو (الإنجليزية)
- لي جين-هو على موقع Soccerway.com (الإنجليزية)